# Mark Schatz
Mark Schatz (23 april 1955) is een Amerikaanse bassist, banjo- en mandolinespeler en clogger, die heeft getoerd en opgenomen op albums voor en met artiesten als Bela Fleck, Nickel Creek, Jerry Douglas, Maura O'Connell, Tony Rice, John Hartford, Emmylou Harris, Linda Ronstadt en Tim O'Brien. Hij is tweemaal winnaar van de International Bluegrass Music Association «Bass Player of the Year». Schatz toerde en nam op met het progressieve akoestische trio Nickel Creek van 2003 tot het begin van de onderbreking van de band eind 2007. Schatz is ook een soloartiest die twee soloalbums heeft opgenomen bij Rounder Records, zijn debuut geproduceerd door Bela Fleck. Zijn band Mark Schatz & Friends, bestaat uit Schatz, Casey Driessen, Missy Raines en Jim Hurst. Schatz heeft albums geproduceerd voor verschillende bluegrass-artiesten, waaronder The Duhks.

## Discografie

### Solo
- 1995: Brand New Old Tyme Way
- 2006: Steppin' in the Boilerhouse

### Met Nickel Creek
- 2005: Why Should the Fire Die?
- 2006: Reasons Why: The Very Best